# Sidicínios

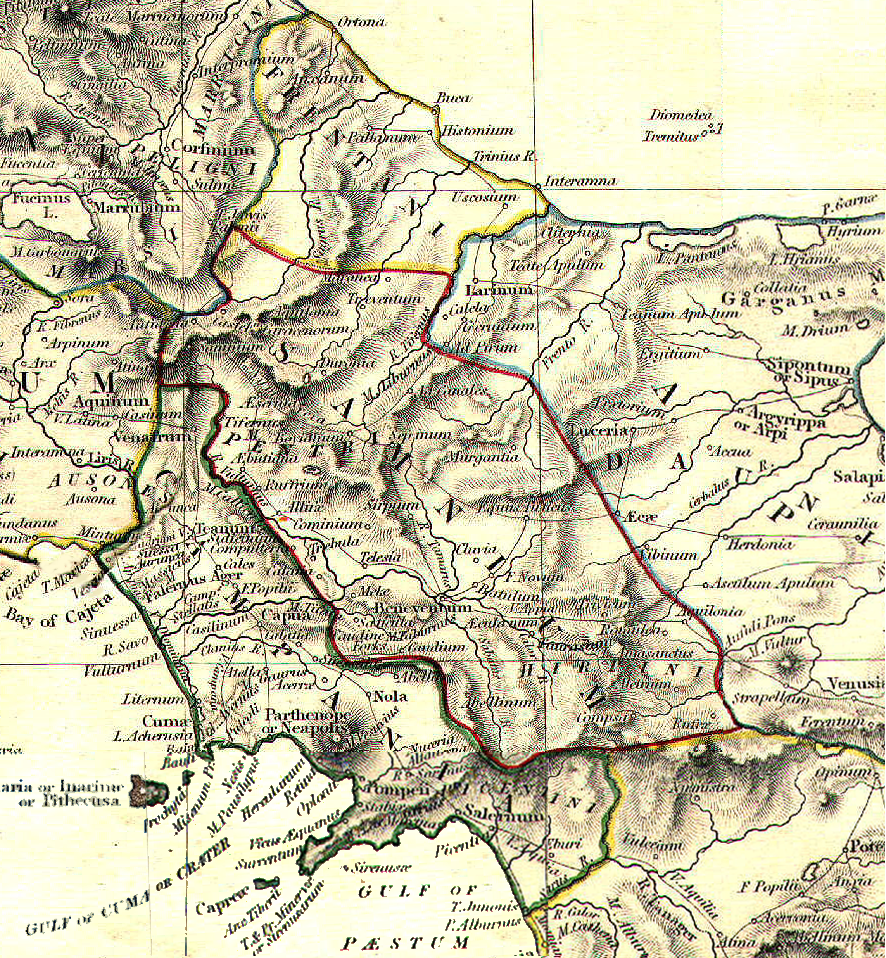
Mapa da região central da Itália. Teano, a capital dos sidicínios, está no centro-esquerda, no norte da Campânia, perto da fronteira com o Lácio.

Sidicínios ou sidicinos (em grego: ; romaniz.: Σιδικῖνοι) foram um povo itálico, vizinho dos samnitas e dos campânios, cuja capital era Teano. Seu território se estendia para o norte até o vale do rio Liris, dominando até a região de Fregelas, que depois passou para os volscos. Estrabão afirma que era um povo osco, extinto (as moedas de Teano tinham inscrições em osco). Foram aliados das cidades campânias (ao sul) e dos ausônios e auruncos (a oeste).

## História
Foram mencionados pela primeira vez na história em 343 a.C., quando foram atacados pelos samnitas e pediram ajuda à cidade grega de Cumas e suas aliadas na Campânia, que enviaram um exército, mas que também foi derrotado. Em seguida, Cumas pediu a intervenção de Roma, o que desencadeou a Primeira Guerra Samnita.
A paz de 341 a.C. deixou os samnitas livres para guerrear contra os sidicínios, que pediram ajuda à Liga Latina. Na realidade, os sidicínios tiveram que ajudar os latinos na grande guerra latina, entre 340 e 338 a.C., no final da qual ainda conservavam sua independência. Logo depois começou uma guerra contra os auruncos, que foram derrotados e tiveram sua capital ocupada pelos sidicínios, expulsando os habitantes para Sessa Aurunca. Os sidicínios foram aliados dos ausônios de Cales nesta guerra. Os romanos defenderam os auruncos e derrotaram sidicínios e ausônios. Cales foi ocupada e, em 332 a.C., o território sidícino foi ocupado, mas a capital, Teano, resistiu. Não se sabe o resultado final do conflito, mas supõe-se que, em 297 a.C., este povo já estava sob o domínio dos romanos, aliados ou subjugados, posto que, neste mesmo ano, houve um ataque aos samnitas partindo do território dos sidicínios.